# Philipp Schwartz (Mediziner)

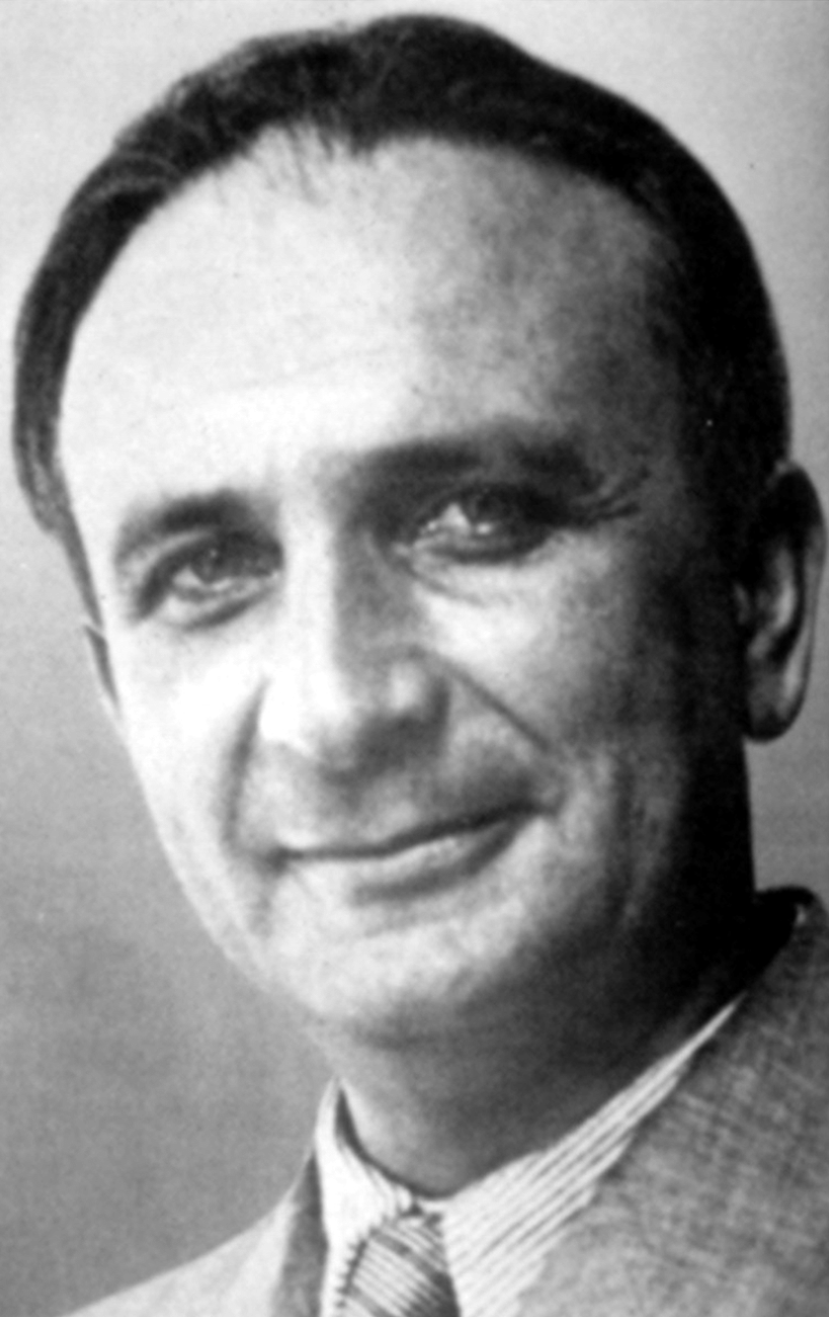
Philipp Schwartz (1960)

Philipp Schwartz (geboren am 19. Juli 1894 in Werschetz, Österreich-Ungarn; gestorben am 1. Dezember 1977 in Fort Lauderdale, USA) war ein österreichischer Pathologe. Er war Professor an der Johann Wolfgang Goethe-Universität in Frankfurt am Main (1927 bis 1933), in der Türkei Leiter der Pathologischen Abteilung der Universität Istanbul und Organisator beim Neuaufbau der dortigen Medizinischen Fakultät (1933 bis 1952) sowie ab 1954 Pathologe am Warren State Hospital in Pennsylvania.

## Leben

### Werdegang bis 1933
Schwartz wurde im Banat geboren. Sein Vater war Kaufmann und gehörte dem Reformjudentum an. Schwartz war österreichisch-ungarischer Soldat im Ersten Weltkrieg. Nach seinem Medizinstudium in Budapest ging er 1919 nach Frankfurt am Main an das Pathologisch-anatomische Institut der dortigen Universität als Assistent von Bernhard Fischer. Nach seiner Habilitation 1923 wurde Schwartz Privatdozent und 1927 zum nichtbeamteten außerordentlichen Professor für Pathologie ernannt (seinerzeit Deutschlands jüngster Professor). Zeitweise war er auch an der Universität Belgrad tätig.:S. 75
Schwartz wurde als jüdischer Professor aufgrund des am 7. April 1933 erlassenen „Gesetzes zur Wiederherstellung des Berufsbeamtentums“ fristlos entlassen. Bereits im März 1933 floh er in die Schweiz.

### Notgemeinschaft deutscher Wissenschaftler im Ausland
Nach eigener Aussage fuhr Schwartz mit seiner Familie am 23. März 1933 mit dem Nachtzug nach Zürich, kam dort also am darauffolgenden Tag an. In Zürich lebten Schwartz’ Schwiegereltern, sein Schwiegervater Sinai Tschulok führte  dort eine Privatschule. Schwartz erkannte die ausweglose Lage hunderter deutscher Wissenschaftler und gründete wohl im April 1933 in Zürich eine „Zentralberatungsstelle für deutsche Gelehrte“, später als Notgemeinschaft deutscher Wissenschaftler im Ausland bekannt, die ihre Büros in einem Gebäude hatten, das heute von der Kantonsschule Rämibühl genutzt wird.
Schwartz nahm sehr bald den Kontakt in die Türkei auf, denn er hatte davon erfahren, dass hier seit 1932 der Genfer Pädagogikprofessor Albert Malche im Auftrag des türkischen Staatspräsidenten Kemal Atatürk und seines Erziehungsministers Reşit Galip mit der Aufgabe befasst war, das türkische Hochschulwesen zu analysieren und zu reformieren. Eine Neugründung der Universitäten nach westlichem Vorbild wurde angestrebt. Dafür eignete sich aber nur ein Teil der bisherigen Professoren. Nach türkischen Quellen wurden von den 240 Hochschuldozenten 157 entlassen, darunter allein 71 Professoren und Ordinarien, so dass europäische Hochschullehrer gefragt waren.
Am 5. Juli 1933 kam Schwartz nach Istanbul, wo er von Kerim Erim, dem Dekan der Naturwissenschaftlichen Fakultät, empfangen wurde, und reiste anschließend nach Ankara. Bei seinem Besuch in Ankara am 6. Juli konnte Schwartz den Kultusminister Reșit Galip davon überzeugen, dass es genug qualifizierte Kandidaten gebe, die das Deutsche Reich verlassen müssten, so dass über die „Notgemeinschaft“ 30 ordentliche Professuren in Istanbul besetzt werden konnten. Am 7. Juli erfolgte in Ankara ein zweites Treffen mit Galip, der Schwartz von der Zufriedenheit Kemal Atatürks mit dem Ergebnis der Konferenz und über die geplante Eröffnung der neuen Universität am 1. August informierte. Schwartz, der nach dem Wunsch der türkischen Regierung möglichst schnell die Anstellungsverträge mit den deutschen Professoren abschließen und in die Türkei zurückkehren sollte, hat über die Gespräche in seiner Schrift Notgemeinschaft berichtet. Schwartz fuhr in die Schweiz zurück, nahm von Zürich aus Kontakt zu Professoren auf, erhielt dabei auch Zusagen von in Konzentrationslagern Inhaftierten (unter anderem Alfred Kantorowicz) und kam am 25. Juli wieder in die Türkei, wo er Galip eine Liste mit den für die Lehrstuhlbesetzungen an der neuen Universität Istanbul vorgesehenen deutschen Professoren überreichte. Mit angereist war der Chirurgieprofessor Rudolf Nissen, der anstelle des in Berlin nicht abkömmlichen, ebenfalls von der türkischen Regierung eingeladenen Ferdinand Sauerbruch nach Istanbul kam.:S. 44–48
Nach dem Rücktritt von Galip im August 1933 bestätigte sein kommissarischer Nachfolger Refik Saydam, der bis zum Amtsantritt Bayurs am 27. Oktober 1933 als solcher tätig war, Schwartz und Nissen die Gültigkeit aller unterschriebenen Verträge. Daraufhin kehrten die beiden Professoren nach Zürich zurück.:S. 47 f.
Im akademischen Jahr 1933/34 nahmen an der Universität Istanbul bereits 42 deutsche Professoren ihre Arbeit auf – von Arndt (Leiter des chemischen Instituts) bis Winterstein (Leiter des Physiologischen Instituts). Gemäß Schwartz, der am 27. Oktober mit dem Schiff angekommen war, trafen von Oktober bis November 1933 die vertraglich verpflichteten Professoren mit ihren Familien und Assistenten in Istanbul ein – insgesamt 150 Personen.:S. 47 f. Eine türkische Quelle beziffert die Gesamtzahl ausländischer Professoren von 1933 bis 1953 auf 220, darunter 166 Deutsche, bei denen die Emigranten überwogen.
Schwartz, 1933 von der Türkei als Ordinarius an die Istanbuler Universität berufen, übernahm im Oktober 1933 das Institut für Pathologie der Medizinischen Fakultät.:S. 47–50 und 75–77

### Werdegang und Würdigung nach 1945
Im Jahr 1951 wurde Schwartz im Zuge der Wiedergutmachung der Titel eines ordentlichen Professors an der Goethe-Universität in Frankfurt zuerkannt, eine Stelle erhielt er allerdings zunächst nicht – ein Schicksal, das er mit dem 1933 aus Frankfurt vertriebenen Pädagogen Hans Weil teilte. Für einige Monate war er 1953 jedoch am Frankfurter Pathologisch-anatomischen Institut, wo er bereits als Assistenz gearbeitet hatte, tätig,:S. 77 bevor er wenige Monate später in die USA übersiedelte. Dort arbeitete er 1954 als Pathologe am Warren State Hospital in Pennsylvania und erhielt (laut Doyum) die Stelle des Direktors.
1957 bemühte er sich um eine Rückkehr an die Goethe-Universität. Die Medizinische Fakultät verweigerte ihm jedoch eine Professorenstelle mit dem Hinweis, er sei mit 63 Jahren zu alt. „Die wissenschaftlichen Verdienste von Schwartz und seine enge Bindung an Frankfurt sind offenbar von der Fakultät kaum zur Kenntnis genommen worden. Schwartz hat noch mehrfach versucht, in Frankfurt eine Stelle zu bekommen. Ohne Erfolg. Das letzte Mal ist Philipp Schwartz 1972 in Frankfurt gewesen, dabei hat er auch den Dekan besucht, der ihn dann später zum 50. Jahrestag seiner Habilitation beglückwünscht hat. Zu einer Gastvorlesung oder einem Gastvortrag ist Schwartz offenbar nie eingeladen worden. Das Argument, Schwartz sei mit 63 jahren zu alt, mutet sehr merkwürdig an.“. Winkelmann vermutet, dass das Alter von Schwartz nicht der eigentliche Grund für dessen Nichtberufung gewesen sei, und macht auf eine weitere Ausgrenzung aufmerksam: „Die Frankfurter Medizinische Gesellschaft hat am 8. Mai 2002 eine Gedenksitzung unter der Überschrift ‚Philipp Schwartz (1894-1977) und die Emigration. Die Frankfurter Medizinische Fakultät während und nach der NS-Zeit‘ veranstaltet. Als das Senckenbergische Institut für Geschichte der Medizin auf diese Sitzung in dem klinikinternen Nachrichtenblatt hinweisen wollte, ist dies vom damaligen Dekan ohne Angaben von Gründen abgelehnt worden.“ Dagegen gab es an der Frankfurter Universität mit Parteigängern des Nazi-Regimes weniger Berührungsängste. Dies zeigt unter anderem die Karriere des Strahlenforschers Boris Rajewsky. Und so verwundert es auch nicht, dass in Notker Hammersteins zweibändigem Werk über die Geschichte der Goethe-Universität (Die Johann Wolfgang Goethe Universität Frankfurt am Main) das Thema Rückkehr der durch die Nazis vertriebenen Universitätsangehörigen so gut wie nicht vorkommt. Der Name Philipp Schwartz taucht auf beinahe 2000 Seiten genau einmal auf. Unter Bezug auf die Notgemeinschaft heißt es dort: „Sie war von dem aus Frankfurt vertriebenen außerplanmäßigen Professor der Allgemeinen Pathologie PHILIPP SCHWARTZ, ›einem ungarischen Juden‹, gemeinsam mit dem Schweizer Professor ALBERT MALCHE, der die Vermittlung deutscher Gelehrter an die Istanbuler Universität organisierte, ins Leben gerufen worden.“
Schwartz selbst vermutete, dass sein Einsatz für Emigranten ihm in Deutschland nicht zur Ehre gereichen würde. In einem von seinem Biographen Gerald Kreft überlieferten Zitat äußerte er sich 1972 wie folgt: „Ich möchte nicht versäumen, darauf hinzuweisen, dass meine Tätigkeit als Begründer und Entwickler einer Emigrantenorganisation in Deutschland nicht nur während der Hitlerherrschaft, sondern auch nach ihrem Zusammenbruch als deutschfeindlich betrachtet wurde.“
Philipp Schwartz starb am 1. Dezember 1977 in Florida. Nachdem auch seine Ehefrau in Zürich verstorben war, ließ seine Tochter, die Zürcher Psychiaterin Susan Ferenz-Schwartz, die Urne von Philipp Schwartz nach Zürich überführen. Das städtische Ehrengrab des Ehepaars befindet sich auf dem Stadtzürcher Friedhof Fluntern.
Die Frankfurter Universität erinnert seit ihrem Jubiläumsjahr 2014 mit einer Stele auf dem Campus Niederrad „an diesen großen Retter der Idee der Wissenschaft“. Diese Stele auf dem Vorplatz vor dem Haupteingang des Klinikums (Haus 23) und dem Eingang zum Hörsaalgebäude (Haus 22) würdigt vor allem den Gründer der Notgemeinschaft deutscher Wissenschaftler im Ausland. Die Namen von 1794 durch die Notgemeinschaft geretteten Wissenschaftlerinnen und Wissenschaftlern verteilen sich über deren drei Seiten und lassen durch ihre Anordnung auch das Porträt von Philipp Schwartz hervortreten.

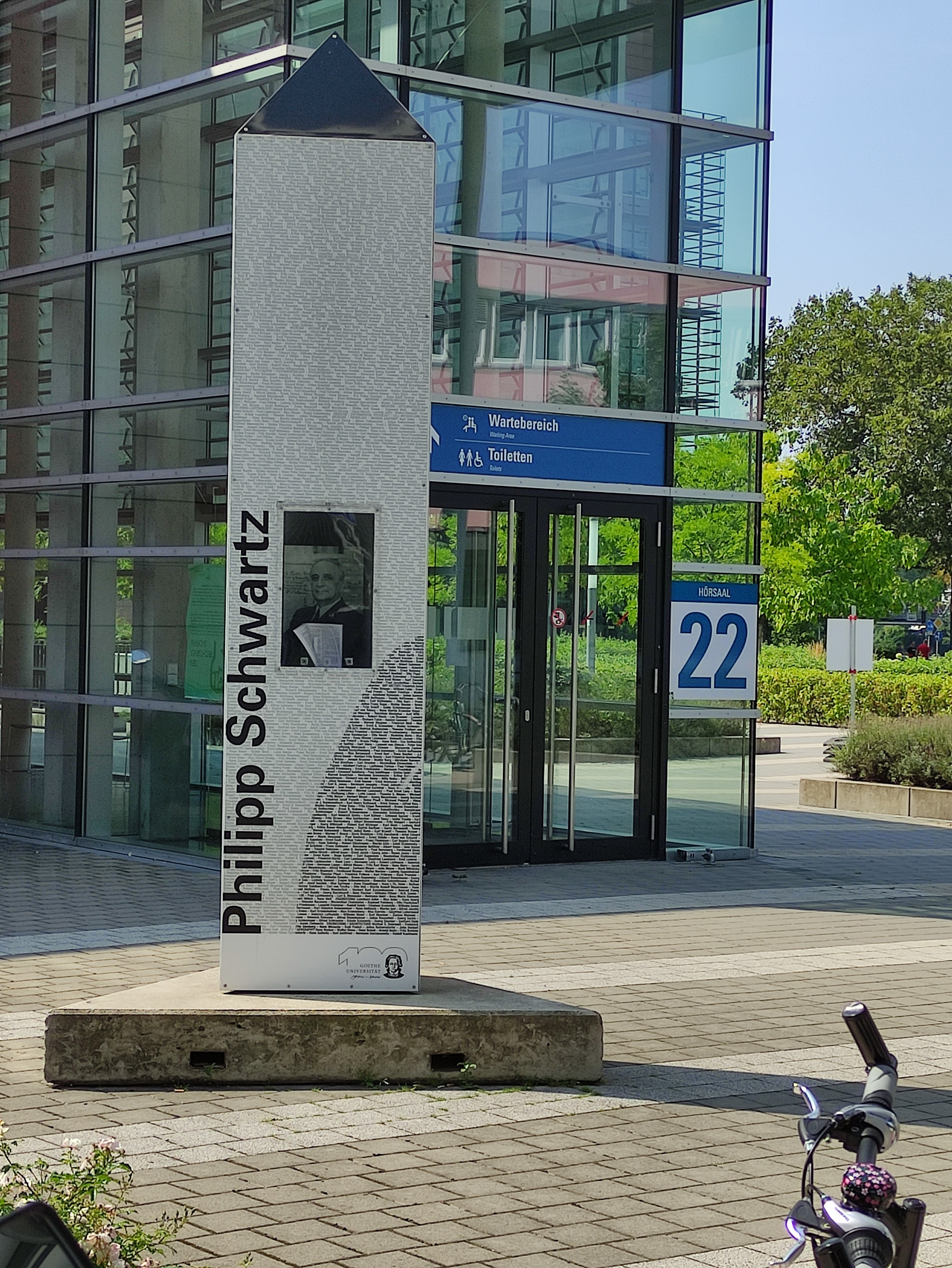
Stele zur Erinnerung an Philipp Schwartz
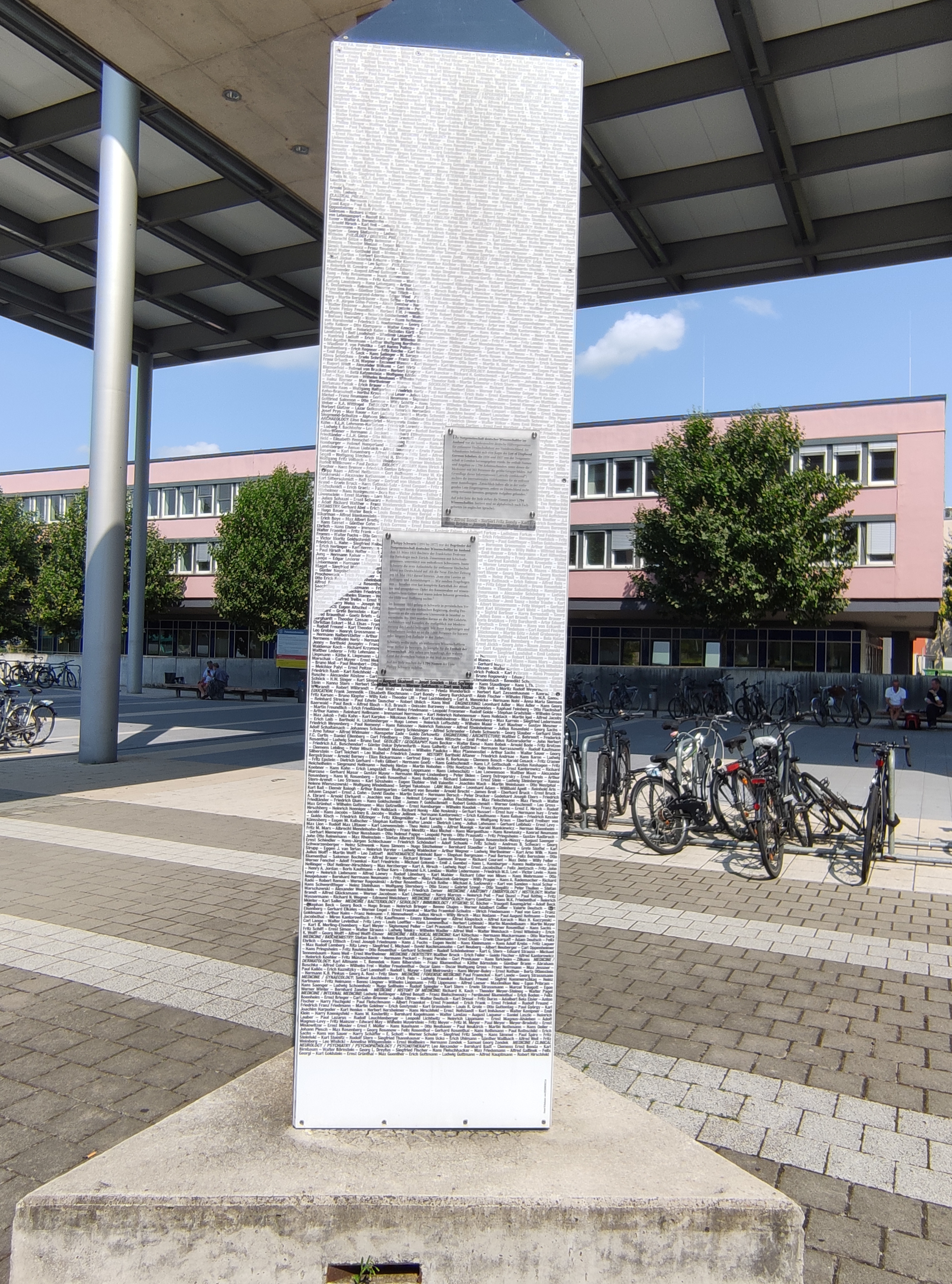
Stele zur Erinnerung an Philipp Schwartz
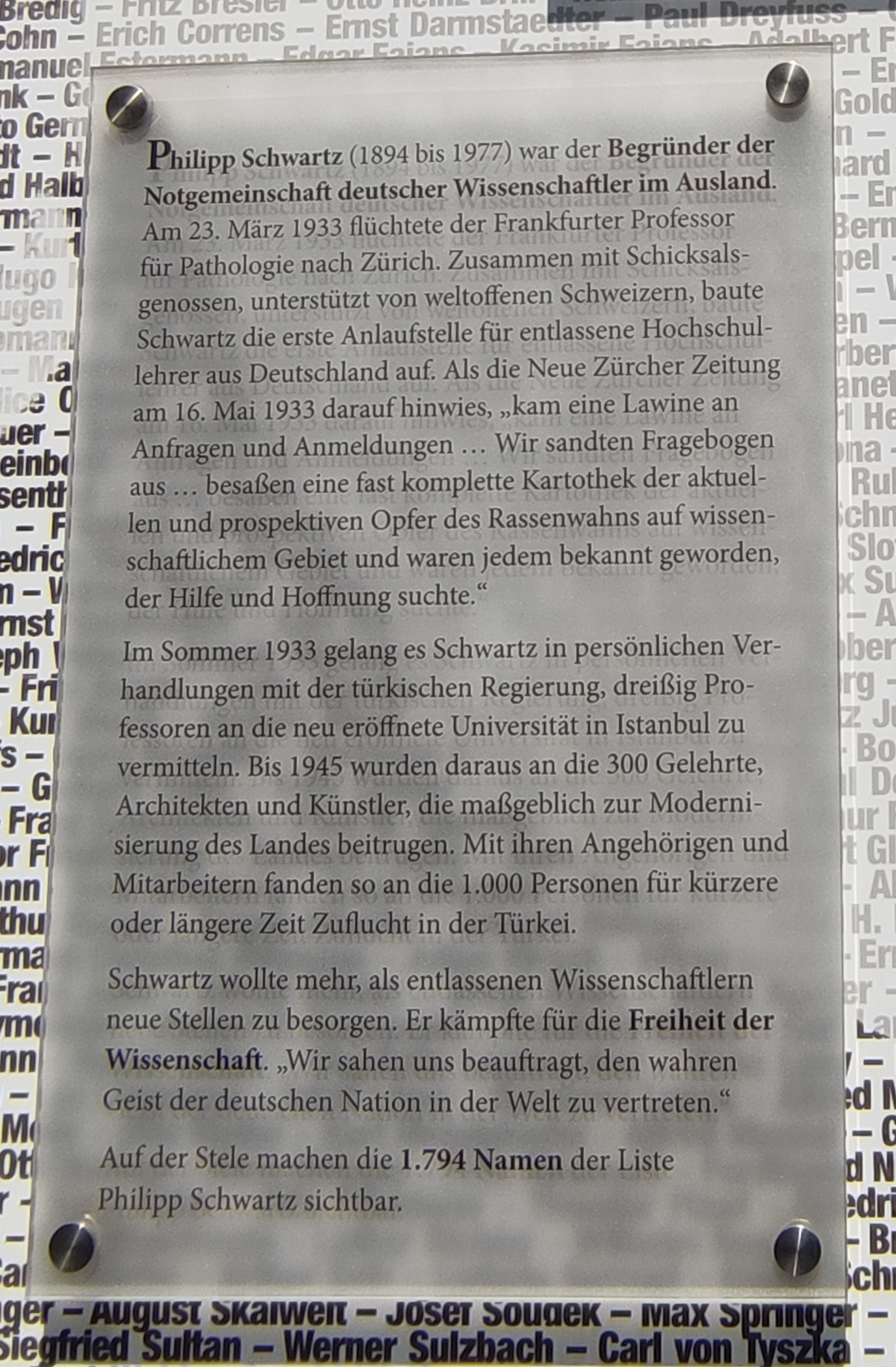
Stele zur Erinnerung an Philipp Schwartz
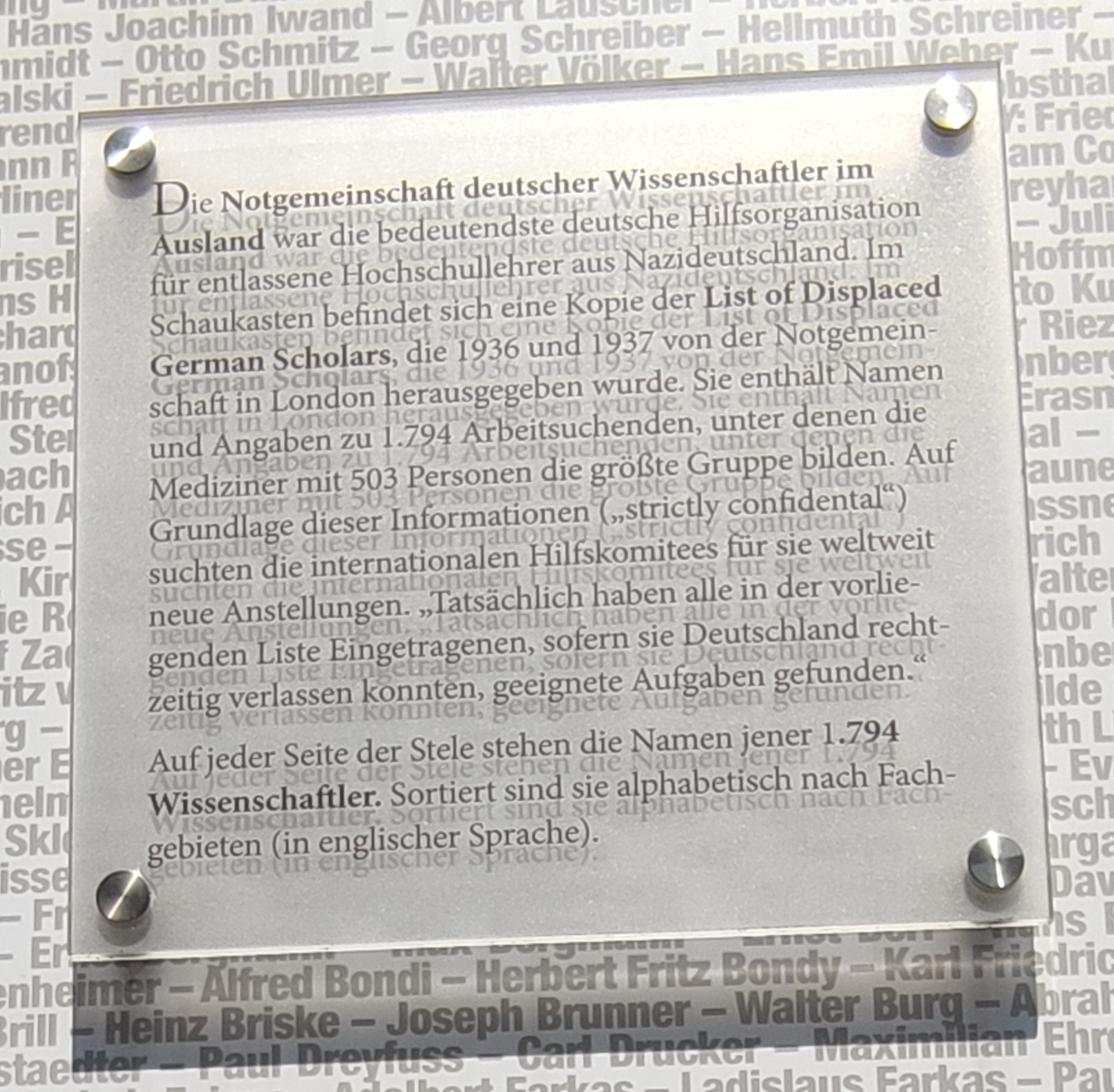
Stele zur Erinnerung an Philipp Schwartz
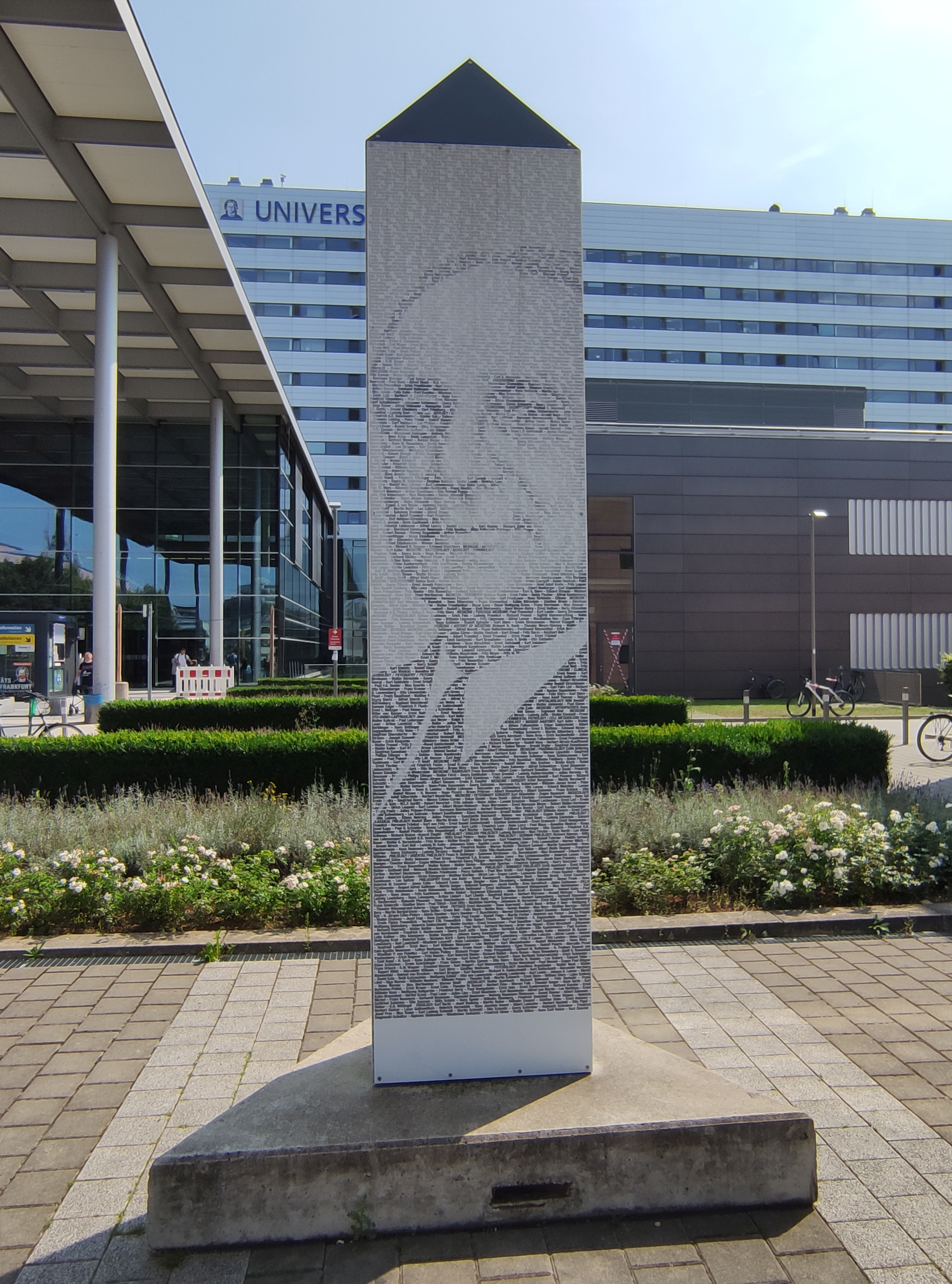
Stele zur Erinnerung an Philipp Schwartz

## Auszeichnungen
- 1973: Medizinische Ehrendoktorwürde der Universität Istanbul
- 2002 wurde Schwartz postum mit der Avicenna-Plakette der Medizinischen Fakultät der Universität Istanbul ausgezeichnet.
- Eine mit einem Stipendium verbundene Initiative für zwangsemigrierte Wissenschaftler innerhalb der Alexander von Humboldt-Stiftung ist nach Philipp Schwartz benannt (Siehe Alexander von Humboldt-Stiftung#Willkommenskultur). Eine Stipendiatin ist z. B. die türkische Soziologin Latife Akyüz, welche die Petition „Akademiker für den Frieden“ unterzeichnete.

## Schriften (Auswahl)
- Patolojik Anatomi. Übersetzt von Muhiddin Erel. Istanbul 1939.
- İnsan Akciğer Veremi Bilgisine Giriş. [Einführung zur Kenntnis der Lungentuberkulose] Übersetzt von Muhittin Erel. Istanbul 1940 (= İstanbul Üniversitesi Yayınları. Band 129).
- mit Rössler und Mammer Yenerman: Otopsi Tekniği. Istanbul 1944; 2. Auflage ebenda, 1948.
- İhtiyarlıkta Genel Patoloji Anatomik Patoloji. [Allgemeine Pathologie und pathologische Anatomie des Alters]. Istanbul 1947.
- Tüberkülozun Başlangıç Devrinde Reenfeksiyon. [Anfangsstadien der tuberkulösen Reinfektion]. Übersetzt von İlhalmi Güneral, Istanbul 1949.
- Notgemeinschaft. Zur Emigration deutscher Wissenschaftler nach 1933 in die Türkei. Hrsg. und eingeleitet von Helge Peukert. Metropolis, Marburg 1995, ISBN 3-89518-038-6 (beruht auf einer 1972 gedruckten Broschüre).